# Aliabad-e Pijameni
Aliabad-e Pijameni (perski: علي ابادپيامني) – wieś w Iranie, w ostanie Lorestan. W 2006 roku miejscowość liczyła 68 mieszkańców w 16 rodzinach.